# Гудкова Віра Іванівна
Віра Іванівна Гудкова (1924, село Раєво, тепер Земєтчинського району Пензенської області, Російська Федерація — ?) — радянська діячка, агроном колгоспу імені Ленінського комсомолу Замєтчинського району Пензенської області. Депутат Верховної Ради СРСР 4-го скликання.

## Біографія
Народилася в селянській родині. У 1941 році закінчила 9 класів середньої школи.
У 1941—1942 роках працювала робітницею, а в 1942—1944 роках — бригадиром рільничої бригади Кіровського відділення радгоспу Замєтчинського цукрового комбінату Пензенської області.
З 1944 до 1946 року навчалася в Рильському сільськогосподарському технікумі.
У 1946—1950 роках — агроном-насіннєвод Степнянського цукрорадгоспу Воронезької області.
У 1950—1953 роках — помічниця керуючого Пешенського відділення радгоспу Замєтчинського цукрового комбінату Пензенської області.
З 1953 року — агроном Замєтчинської МТС в колгоспі імені Ленінського комсомолу Замєтчинського району Пензенської області.
Подальша доля невідома.